# Кубок Німеччини з футболу 2007—2008
Кубок Німеччини з футболу 2007—2008 — 65-й розіграш кубкового футбольного турніру в Німеччині. У кубку взяли участь 64 команди. Переможцем кубка Німеччини в 14-й раз стала мюнхенська «Баварія».

## Другий раунд
| Команда 1            | Рахунок         | Команда 2                     |
| -------------------- | --------------- | ----------------------------- |
| 30 жовтня 2007       |                 |                               |
| Вердер (аматори) (3) | 2:2 дч пен. 4:2 | Санкт-Паулі (2)               |
| Вупперталер (3)      | 2:0             | Герта                         |
| Алеманія (Аахен) (2) | 3:2             | Бохум                         |
| Ганза                | 6:0             | Кікерс (Оффенбах) (2)         |
| Мюнхен 1860 (2)      | 2:1             | Майнц 05 (2)                  |
| Карлсруе СК          | 0:1             | Вольфсбург                    |
| Гоффенгайм 1899 (2)  | 2:1             | Гройтер Фюрт (2)              |
| Шальке 04            | 2:0             | Ганновер 96                   |
| 31 жовтня 2007       |                 |                               |
| Вердер               | 4:0             | Дуйсбург                      |
| Боруссія (Дортмунд)  | 2:1             | Айнтрахт (Франкфурт-на-Майні) |
| Баварія              | 3:1             | Боруссія (Менхенгладбах) (2)  |
| Штутгарт             | 3:2             | Падерборн 07 (2)              |
| Гамбург              | 3:1             | Фрайбург (2)                  |
| Кобленц (2)          | 1:2             | Армінія (Білефельд)           |
| Карл Цейс (2)        | 2:2 дч пен. 5:4 | Нюрнберг                      |
| Рот-Вайс (Ессен) (3) | 2:1             | Кайзерслаутерн (2)            |

## Третій раунд
| Команда 1            | Рахунок         | Команда 2           |
| -------------------- | --------------- | ------------------- |
| 29 січня 2008        |                 |                     |
| Гоффенгайм 1899 (2)  | 2:1             | Ганза               |
| Алеманія (Аахен) (2) | 2:3             | Мюнхен 1860 (2)     |
| Вупперталер (3)      | 2:5             | Баварія             |
| Боруссія (Дортмунд)  | 2:1             | Вердер              |
| 30 січня 2008        |                 |                     |
| Вольфсбург           | 1:1 дч пен. 5:3 | Шальке 04           |
| Вердер (аматори) (3) | 2:3             | Штутгарт            |
| Рот-Вайс (Ессен) (3) | 0:3             | Гамбург             |
| Карл Цейс (2)        | 2:1 дч          | Армінія (Білефельд) |

## Чвертьфінали
| Команда 1           | Рахунок         | Команда 2           |
| ------------------- | --------------- | ------------------- |
| 26 лютого 2008      |                 |                     |
| Боруссія (Дортмунд) | 3:1             | Гоффенгайм 1899 (2) |
| Штутгарт            | 2:2 дч пен. 5:4 | Карл Цейс (2)       |
| 27 лютого 2008      |                 |                     |
| Вольфсбург          | 2:1 дч          | Гамбург             |
| Баварія             | 1:0 дч          | Мюнхен 1860 (2)     |

## Півфінали
| Команда 1           | Рахунок | Команда 2     |
| ------------------- | ------- | ------------- |
| 18 березня 2008     |         |               |
| Боруссія (Дортмунд) | 3:0     | Карл Цейс (2) |
| 19 березня 2008     |         |               |
| Баварія             | 2:0     | Вольфсбург    |

## Фінал
| 19 квітня 2008 20:00 (CET) |

| Боруссія (Дортмунд) | 1:2 дч   | Баварія        |
| ------------------- | -------- | -------------- |
| Петрич 90+2'        | Протокол | Тоні 11', 103' |

| Олімпіаштадіон, Берлін Глядачів: 74 244 Арбітр: Кнут Кірхер |